# Sanipas

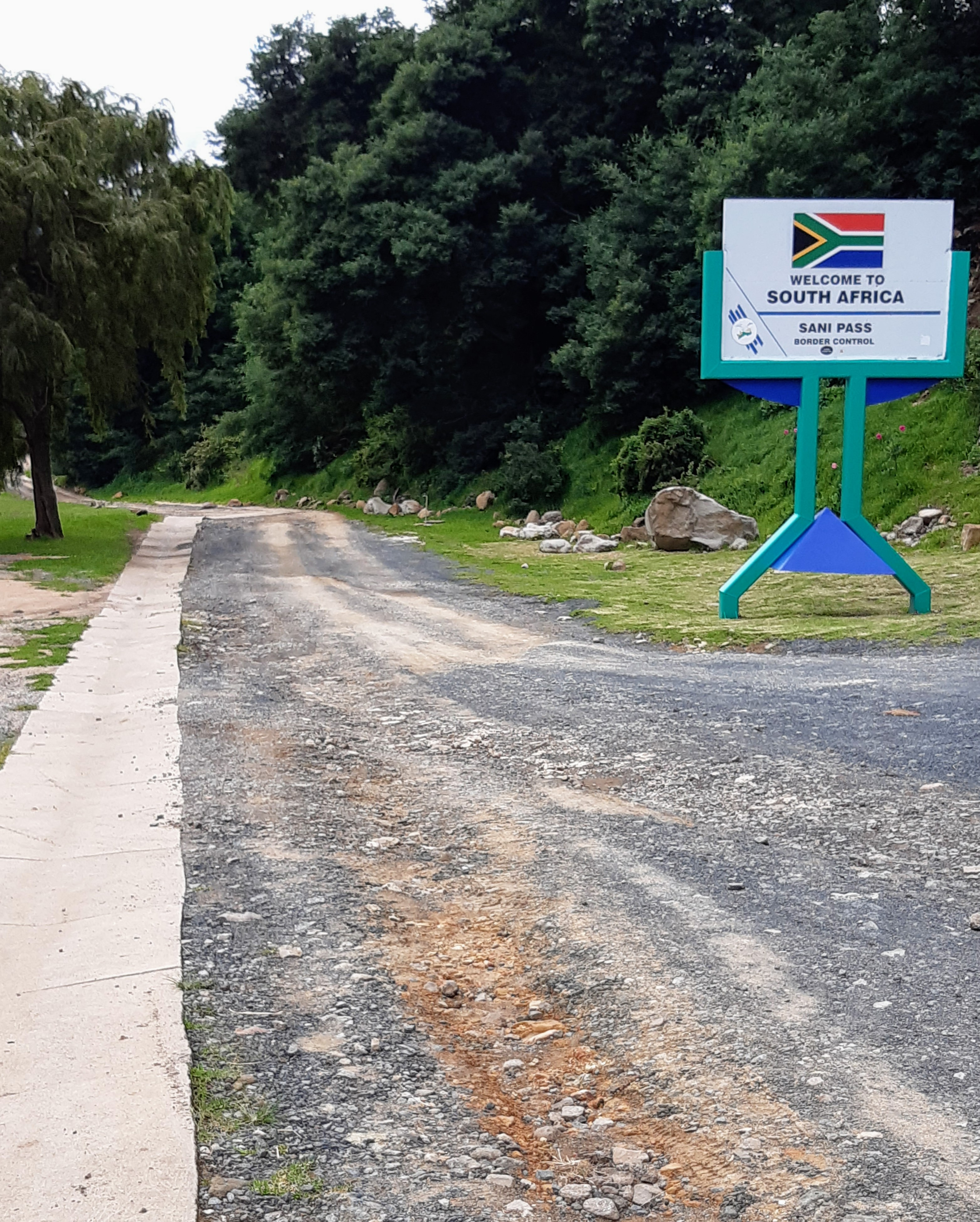
Sanipas

De Sanipas is een bergpas tussen Zuid-Afrika en Lesotho. Dit is de enige route om aan de oostkant van Lesotho van Zuid-Afrika naar Lesotho te komen en de hoogste bergpas in Zuidelijk Afrika waar motorvoertuigen kunnen rijden. De bergpas ligt in de Drakensbergen.
De pas verbindt Himeville en Mokhotlong over een afstand van 93 km. Van de voet van die pas (2.255 m), 23 km van Himeville af, stijgt de route 600 m over 14 km langs de bovenloop van de Mkomazanarivier tot bij de grensovergang, ook genoemd Sanipas, op de grens van Lesotho (2.865 m). De top van de Drakensberg wordt 3 km verder bereikt. Het hoogste punt is verderop bij de Swartberg (3.200 m). De piek van de berg is 10 km ten zuiden van Thabana Ntlenyana (3.482 m), het hoogste punt van Drakensberg en Zuid-Afrika.
De landsgrens tussen Zuid-Afrika en Lesotho is geopend tussen 6.00 en 18.00 uur.